# Djupasjön
Djupasjön este o arie protejată (arie specială de conservare — SAC, sit de importanță comunitară — SCI) din Suedia întinsă pe o suprafață de 12,9 ha, integral pe uscat.

## Localizare
Centrul sitului Djupasjön este situat la coordonatele 58°13′36″N 13°51′00″E / 58.2268°N 13.8499°E.

## Înființare
Situl Djupasjön a fost declarat sit de importanță comunitară în aprilie 2004 pentru a proteja un număr necunoscut de specii din flora spontană și fauna sălbatică aflate în arealul zonei. Situl a fost protejat și ca arie specială de conservare în martie 2011.

## Biodiversitate
Situată în ecoregiunea boreală, aria protejată conține 1 habitat natural: Mlaștini alcaline.
La baza desemnării sitului se află un număr nedeclarat de specii protejate.